# José Oscar Herrera
José Oscar Herrera Corominas (né le 17 juin 1965 à Tala en Uruguay) est un joueur de football international uruguayen, qui évoluait au poste de milieu de terrain.

## Biographie

### Carrière en club
Avec le CA Peñarol, il remporte une Copa Libertadores et deux championnats d'Uruguay.
Avec le club italien de Cagliari, il atteint les demi-finales de la Coupe de l'UEFA lors de la saison 1993-1994.

### Carrière en sélection
Avec l'équipe d'Uruguay, il joue 57 matchs (pour 4 buts inscrits) entre 1988 et 1997. 
Il figure dans le groupe des sélectionnés lors de la Coupe du monde de 1990 organisée en Italie. Lors du mondial, il joue trois matchs : contre l'Espagne, la Belgique et enfin la Corée du Sud.
Il participe également aux Copa América de 1989, de 1993 et de 1995. La sélection uruguayenne remporte la compétition en 1995.

## Palmarès
| Peñarol \| - Championnat d'Uruguay (2) : - Champion : 1985 et 1986. - Copa Artigas (4) : - Vainqueur : 1984, 1985, 1986 et 1988. \| \| - Copa Libertadores (1) : - Vainqueur : 1987. - Coupe intercontinentale : - Finaliste : 1987. \| |  | Uruguay - Copa América (1) : - Vainqueur : 1995. - Finaliste : 1989.                          |
| - Championnat d'Uruguay (2) : - Champion : 1985 et 1986. - Copa Artigas (4) : - Vainqueur : 1984, 1985, 1986 et 1988. |  | - Copa Libertadores (1) : - Vainqueur : 1987. - Coupe intercontinentale : - Finaliste : 1987. |